# Effi Briest
Effi Briest is een realistische roman van de Duitse schrijver Theodor Fontane. De roman verscheen in 1894-1895 als feuilleton in het tijdschrift ‘Deutsche Rundschau’ en werd in 1896 voor het eerst als boek gepubliceerd. Effi Briest wordt algemeen beschouwd als Fontanes meesterwerk. De laatste Nederlandse vertaling is die van Pim Lukkenaer uit 2022.

## Intrige
Effi Briest is de 17-jarige dochter van een vermogende Duitse aristocraat en woont met haar ouders op het grootse landhuis Hohen-Cremmen in Oost-Pruisen, samen met haar nog jonge moeder en veel oudere vader. Aan het begin van de roman wordt om Effi’s hand gedongen door de 38-jarige baron Geert von Innstetten, een vroegere aanbidder van haar moeder. Effi en Geert trouwen en vestigen zich, na een huwelijksreis door Italië, uiteindelijk in het kleine kustplaatsje Kessin (gemodelleerd naar Swinemünde) in Achter-Pommeren.
In Kessin lukt het Effi niet om het huwelijksgeluk te vinden en haar jeugdige behoefte aan verstrooiing te bevredigen. Haar man is voornaam, correct, innemend, begripvol, maar zeker geen romanticus of minnaar. Vaak is hij langdurig voor zijn werk van huis terwijl Effi het gevoel heeft dat het spookt in hun huis. Zo meent ze bijvoorbeeld een verschijning te hebben gehad van een Chinees die eerder in Kessin woonde en daar nu ligt begraven. Innstetten stelt haar weliswaar steeds gerust, maar (al dan niet bewust) ook weer niet helemaal. Daarbij wijst hij er haar bovendien op dat ze haar angsten niet aan de grote klok moet hangen, omdat dat zijn carrière zou kunnen schaden. Effi beleeft psychisch moeilijke tijden en vindt enkel troost in lange wandelingen door de duinen met haar hond Rollo en haar vriendschap met de manke apotheker Gieshübler.
Negen maanden na haar huwelijk bevalt Effi van een dochter, Annie, en neemt het kindermeisje Roswitha in dienst. Rond dezelfde tijd verschijnt ook de majoor Crampas in Kessin, samen met zijn melancholische vrouw. Crampas is een opgewekte charmeur, wordt bekoord door Effi’s jeugd, speelt in op haar gevoelens van ongenoegen en weet haar uiteindelijk te verleiden (hetgeen in de roman overigens slechts in bedekte termen beschreven wordt). De affaire met Crampas wordt door Effi op geraffineerde wijze geheim gehouden maar lijkt voor haar meer verstrooiing dan hartstocht. Uiteindelijk raakt de verhouding dan ook geheel op de achtergrond als Effi een jaar later met Innstetten naar Berlijn verhuist, waar Innstetten op het ministerie gaat werken.
In Berlijn hoopt Effi in een nieuwe bruisende omgeving meer levenselan te vinden, maar al snel vervalt ze weer in haar oude lethargie. “Als alle vrouwen zo zijn dan is het verschrikkelijk”, verzucht ze, “en als ze niet zo zijn, wat ik hoop, dan is het slecht met mij gesteld, dan mis ik het juiste gevoel”.
Als Effi zes jaar later voor een kuur naar Bad Ems reist, ontdekt Innstetten een oude briefwisseling van Effi met Crampas en daarmee hun oude affaire. Hij daagt Crampas uit voor een duel, waarin hij hem uiteindelijk doodt. Vervolgens laat hij zich van Effi scheiden. Hun dochter Annie wordt aan hem toegewezen.
Het laatste deel van de roman beschrijft het verdere psychische verval en ongeluk van Effi. Ze woont nog enige jaren met de eenvoudige Roswitha in een kleine woning in Berlijn en komt nauwelijks haar huis nog uit. Als ze na veel inspanning haar dochtertje weer een keer mag zien, loopt ook dat op een teleurstelling uit omdat Innsttetten Annie volledig ingeprent heeft wat ze wel en niet mag zeggen.
Na aanvankelijk ook door haar vader en moeder te zijn afgewezen keert Effi uiteindelijk toch terug naar haar ouderlijk huis, waar haar gezondheid snel achteruit gaat. Enige blijdschap put ze nog uit het feit dat Innstetten op haar verzoek de hond Rollo naar Hogen-Cremmen laat komen, maar uiteindelijk gaat ze toch aan haar zenuwziekte ten onder. Ze sterft, echter niet in verdriet, spijt of wrok, maar berustend. In haar laatste woorden vraagt ze haar moeder tegen Innstetten te zeggen dat hij naar haar mening uiteindelijk goed gehandeld heeft: “In die geschiedenis met de arme Crampas, wat kon hij uiteindelijk anders doen? En dan waarmee hij mij het diepst krenkte, dat hij mijn eigen kind in een soort van afwijzing jegens mij heeft opgevoed, hoe hard het mij ook valt en hoe een pijn het mij ook doet, ook daarin heeft hij gelijk gehad. Laat hem dat weten, dat ik in deze overtuiging gestorven ben. Het zal hem troosten, oprichten en misschien verzoenen. Want hij had veel goeds in zijn karakter, en was zo edel als iemand maar kan zijn, die zonder ware liefde is”.

## Duiding
Effi Briest kan gerekend worden tot een reeks grote realistische romans uit de tweede helft van de negentiende eeuw als Anna Karenina, Madame Bovary, La Regenta en Eline Vere. Al deze boeken kenmerken zich door een strenge en doordachte compositie en hebben vanuit een vrouwelijk perspectief het ongelukkige huwelijk als centraal onderwerp, een thema waarop in die tijd nog een behoorlijk taboe rustte.
Zoals veel van zijn romans heeft Fontane ook Effi Briest gemodelleerd naar de werkelijkheid. Meer in het bijzonder staat model voor Effi: Else, barones von Plotho, wier man na de ontdekking van een aantal liefdesbrieven zijn rivaal eveneens tijdens een duel doodt. Fundamenteler dan de afhankelijkheid van concreet bronnenmateriaal is echter de relatie tussen Effi’s levensloop en de maatschappelijke ordening van Pruisen-Duitsland in die tijd, voor Fontane uit ervaring bekend, waar aanzien, eer en carrière de regels van de sociale omgang markeren. Angst, schuld, boete, tijd en dood vormen binnen dat kader belangrijke neventhema’s welke door Fontane in fijne schakeringen worden uitgewerkt. Kenmerkend is het laatste hoofdstuk van het boek, dat min of meer een herhaling is van het eerste hoofdstuk; alleen ligt Effi nu begraven op de plek waar eerst een zonnewijzer stond. Het leven gaat gewoon door. De hond Rollo, die op haar graf blijft liggen, lijkt de enige die aan haar dood ten onder gaat.
Fontane blijft als schrijver duidelijk op de achtergrond en geeft geen oordeel. Niemand wordt specifiek verantwoordelijk gesteld, onduidelijk blijft naar wie Fontanes sympathie uitgaat. Wel wordt duidelijk dat de schrijver er belang aan hecht om tot inkeer verzoening te komen en niet te volharden in eenmaal ingenomen standpunten.

## Waardering
Effi Briest had direct na verschijnen groot succes in Duitsland en beleefde binnen enkele maanden al drie grote drukken. Dat Effi Briest ook in de twintigste eeuw een veelgelezen roman is gebleven is voor een belangrijk deel te danken aan Thomas Mann, die zijn leven lang in brieven en essays op de kunstzinnige, esthetische en ethische waarde van het boek is blijven wijzen. Mann rekende het tot de zes boeken welke de meeste invloed op hem hebben gehad. Effi Briest was ook een lievelingsroman van Samuel Beckett, die hij steeds met ontroering herlas.

## Verfilmingen
Effi Briest werd meermaals verfilmd. De bekendste versie is wel die van Rainer Werner Fassbinder uit 1974, met Hanna Schygulla in de hoofdrol. In 2009 volgde nog een verfilming van Hermine Huntgeburth met Julia Jentsch in de rol van Effi en Sebastian Koch als Innstetten.